# MLB 더 쇼 20
MLB 20: 더 쇼(MLB 20: The Show)는 메이저 리그 베이스볼 게임으로, 《MLB: 더 쇼 시리즈》 중 하나이다. SCE 샌디에이고 스튜디오가 개발하고,
소니 컴퓨터 엔터테인먼트가 배급하였다.